# Anochetus rugosus
Anochetus rugosus é uma espécie de formiga do gênero Anochetus, pertencente à subfamília Ponerinae.